# محمد واسریر
محمد واسریر (انگلیسی: Mohamed Ousserir؛ زادهٔ ۵ فوریهٔ ۱۹۷۸) بازیکن فوتبال اهل الجزایر بود.
از باشگاه‌هایی که در آن بازی کرده‌است می‌توان به باشگاه فوتبال نصر حسین دای و باشگاه فوتبال شباب بلوزداد اشاره کرد.
وی همچنین در تیم ملی فوتبال الجزایر بازی کرده‌است.